# Ziniaré
Pour le département et la commune urbaine, voir Ziniaré (département).
Ziniaré est une ville et le chef-lieu du département et la commune urbaine de Ziniaré, située dans la province de Bassitenga et la région de Oubri au Burkina Faso. La ville est également le chef-lieu de la province et de la région.

## Géographie
Ziniaré est situé à 35 km au nord-est du centre-ville de Ouagadougou.
En 2006, la ville comptait 18 619 habitants, répartis en cinq secteurs :
- Secteur 1 (3 027 habitants)
- Secteur 2 (6 834 habitants)
- Secteur 3 (2 656 habitants)
- Secteur 4 (3 094 habitants)
- Secteur 5 (3 008 habitants)

La ville est traversée par la route nationale 3 qui relie Ouagadougou au nord-est du pays.

## Santé et éducation
Ziniaré accueille le centre médical avec antenne chirurgicale (CMA) de la province ainsi qu'un centre de santé et de promotion sociale (CSPS).

## Personnalités liées à la commune
- Blaise Compaoré, président burkinabé né à Ziniaré le 3 février 1951.